# (4347) Reger
(4347) Reger est un astéroïde de la ceinture principale.

## Description
(4347) Reger est un astéroïde de la ceinture principale. Il fut découvert le 13 août 1988 à Tautenburg par Freimut Börngen. Il présente une orbite caractérisée par un demi-grand axe de 3,05 UA, une excentricité de 0,07 et une inclinaison de 0,6° par rapport à l'écliptique.
Cet astéroïde est nommé en l'honneur du compositeur et chef d'orchestre allemand Max Reger (1873-1916).

## Compléments